# Ed Courtenay
Edward Emmett „Ed“ Courtenay (* 2. Februar 1968 in Verdun, Québec) ist ein ehemaliger kanadisch-britischer Eishockeyspieler und -trainer, der im Verlauf seiner aktiven Karriere zwischen 1986 und 2010 unter anderem über 375 Spiele in der International Hockey League (IHL) auf der Position des rechten Flügelstürmers bestritten hat. Zudem absolvierte Courtenay, der seine Karriere in den britischen Ligen ausklingen ließ, insgesamt 44 Partien für die San Jose Sharks in der National Hockey League (NHL).

## Karriere
Courtenay spielte zunächst vier Jahre in der Ligue de hockey junior majeur du Québec (LHJMQ) bei den Titan de Laval und Bisons de Granby. In seiner letzten Saison waren seine 114 Scorerpunkte in 68 Spielen ausschlaggebend für die Walh ins Second All-Star Team der Liga. Trotz seiner guten Leistungen blieb der rechte Flügelstürmer ungedraftet.
Zur Spielzeit 1988/89 wechselte Courtenay ins Profilager und spielte die folgenden drei Jahre bei den Kalamazoo Wings in der International Hockey League, dem Farmteam der Minnesota North Stars aus der NHL. Den Sprung in einen NHL-Kader schaffte der Kanadier erst zur Saison 1991/92 als ihn die neu gegründeten San Jose Sharks im NHL Dispersal Draft 1991, der die Spieler zwischen den North Stars und den Sharks aufteilte, auswählten. In den Spielzeiten 1991/92 und 1992/93 bestritt er 44 NHL-Partien und erzielte dabei 20 Punkte. Zudem gewann er in der Saison 1991/92 mit den Kansas City Blades, dem Sharks-Farmteam, den Turner Cup, die Meisterschaft der IHL.
Nachdem Courtenay in der Saison 1993/94 ausschließlich in der IHL zum Einsatz gekommen war, spielte er auch in der Folge nur noch in den nordamerikanischen Minor Leagues, ehe er im Sommer 1997 nach Europa in die britische Ice Hockey Superleague wechselte, wo er sich bis zum Ende der Saison 2001/02 bei den Sheffield Steelers und Ayr Scottish Eagles einen Namen machte und zu den besten Spielern der Insel gehörte. Von 2002 bis 2005 kehrte Courtenay noch einmal nach Nordamerika zurück und stand dort in der Quebec Semi-Pro Hockey League und ECHL auf dem Eis. Von der Saison 2005/06 bis zum Ende der Saison 2007/08 war er Spielertrainer der Belfast Giants, die der britischen Elite Ice Hockey League angehören. Es folgten jeweils einjährige Engagements bei den Newcastle Vipers und Manchester Phoenix, wobei Courtenay in der Spielzeit 2009/10 auch als Assistenztrainer in Manchester fungierte. Anschließend beendete er seine aktive Karriere.

## Erfolge und Auszeichnungen
| - 1989 LHJMQ Second All-Star Team - 1992 Turner-Cup-Gewinn mit den Kansas City Blades - 1997 ECHL Leading Scorer - 1997 ECHL First All-Star Team - 2000 British Ice Hockey Writers’ Association Player of the Year Trophy | - 2006 EIHL All-Star First Team - 2006 EIHL-Meister mit den Belfast Giants - 2008 EIHL All-Star Second Team - 2010 EPIHL Second All-Star Team |

## Karrierestatistik
(Legende zur Spielerstatistik: Sp oder GP = absolvierte Spiele; T oder G = erzielte Tore; V oder A = erzielte Assists; Pkt oder Pts = erzielte Scorerpunkte; SM oder PIM = erhaltene Strafminuten; +/− = Plus/Minus-Bilanz; PP = erzielte Überzahltore; SH = erzielte Unterzahltore; GW = erzielte Siegtore; 1 Play-downs/Relegation; Kursiv: Statistik nicht vollständig)